# Фатум
Фа́тум (лат. fatum — слово богов, прорицание) — в Древнем Риме олицетворение судьбы. Фатами назывались также божества, подобные греческим мойрам, и определявшие судьбу человека при его рождении; у стоиков — сила, управляющая миром.
У древних римлян — проявленная воля Юпитера как верховного божества и мироправителя. Во множественном числе означает как отдельные судьбы людей, городов и прочее, так и объявленную устами прорицателей и сивиллы волю богов: отсюда фатами (fatae) назывались и прорицательницы. В литературе после эпохи Августа слово Fata стало употребляться в значении Parcae (см. Парки), причём в народном языке отсюда возникли названия фей (Fata) и волшебников (Fatus) и эпитет Фавна — Fatuelus (вещий).